# Taiwanina pandoxa
Taiwanina pandoxa är en tvåvingeart som beskrevs av Alexander 1928. Taiwanina pandoxa ingår i släktet Taiwanina och familjen småharkrankar.
Artens utbredningsområde är Taiwan. Inga underarter finns listade i Catalogue of Life.